# Thaiföldi labdarúgó-szövetség
Thaiföldi labdarúgó-szövetség (FAT) (angol Football Association of Thailand, thai: สมาคมฟุตบอลแห่งประเทศไทย ในพระบรมราชูปถัมภ์, magyar átírásban: Szamakhom Futbon Heng Prathet Thai Nai Phraborom Racsupatham)

## Történelme
1916. április 16-án alapították. A Nemzetközi Labdarúgó-szövetségnek (FIFA) 1925. június 25-től tagja. 
1957-től az Ázsiai Labdarúgó-szövetség nek (AFC) tagja. Fő feladata a nemzetközi kapcsolatokon kívül, a  Thaiföldi labdarúgó-válogatott férfi és női ágának, a korosztályos válogatottak illetve a nemzeti bajnokság szervezése, irányítása. A működést biztosító bizottságai közül a Játékvezető Bizottság (JB) felelős a játékvezetők utánpótlásáért, elméleti (teszt) és cooper (fizikai) képzéséért, foglalkoztatásáért.

## Külső hivatkozások
- Thaiföldi Labdarúgó-szövetség. thaifootball.com. [2012. május 1-i dátummal az eredetiből archiválva]. (Hozzáférés: 2013. január 23.)